# Figures libres
Cet article concerne une association. Pour le téléfilm américain, voir Figure libre.
Figures libres est une association installée à Vendôme dans le Loir-et-Cher. Elle organise des concerts de musiques actuelles dans le Vendômois pendant l'année, ainsi que le festival des Rockomotives à la fin du mois d'octobre.